# Črešnjice pri Cerkljah
Črešnjice pri Cerkljah é uma vila localizada no município de Brežice na Eslovênia. Possuía uma população estimada de 219 habitantes em 2020.